# Gleneonupserha elongata
Gleneonupserha elongata là một loài bọ cánh cứng trong họ Cerambycidae.